# Rannen
Rannen (hebr.: רנן) – moszaw położony w samorządzie regionu Merchawim, w Dystrykcie Południowym, w Izraelu.
Leży na pograniczu północno-zachodniej części pustyni Negew, w pobliżu miasta Ofakim.

## Historia
Moszaw został założony w 1950 przez imigrantów z Jemenu, do których w 1952 dołączyli imigranci z Egiptu.

## Gospodarka
Gospodarka moszawu opiera się na intensywnym rolnictwie i uprawach w szklarniach.